# 1970년 보은 지진
1970년 보은 지진은 1970년 2월 12일 오후 6시 43분 17초경 충청북도 보은군에서 발생한 규모 4.9의 지진이다.
지진으로 목포에서는 일시적으로 정전이 발생하고 건물이 심하게 흔들렸으며, 광주와 장흥에서도 큰 진동을 느꼈다는 기록이 있다. 그리고 이 지진으로 대마도에서 일본 기상청 진도 1의 진동이 감지되었다.